# Bougé-Chambalud
Bougé-Chambalud ist eine französische Gemeinde mit 1.469 Einwohnern (Stand: 1. Januar 2022) im Département Isère in der Region Auvergne-Rhône-Alpes; sie gehört zum Arrondissement Vienne und zum Kanton Roussillon. Die Einwohner werden Bougérards/Bougérois oder Chambalaires/Chambalairois genannt.

## Geografie
Bougé-Chambalud liegt etwa 21 Kilometer südlich von Vienne am kleinen Fluss Dolon. Umgeben wird Bougé-Chambalud von den Nachbargemeinden Anjou und Sonnay im Norden, Jarcieu im Osten und Nordosten, Épinouze im Osten und Südosten, Anneyron im Süden, Saint-Rambert-d’Albon im Südwesten, Chanas im Westen sowie Agnin im Nordwesten.

## Bevölkerungsentwicklung
| Jahr                       | 1962 | 1968 | 1975 | 1982 | 1990 | 1999 | 2006 | 2017 |
| -------------------------- | ---- | ---- | ---- | ---- | ---- | ---- | ---- | ---- |
| Einwohner                  | 835  | 789  | 717  | 672  | 814  | 918  | 1128 | 1375 |
| Quellen: Cassini und INSEE |      |      |      |      |      |      |      |      |

## Sehenswürdigkeiten
- Kirche von Bougé, lombardischer Kirchbau, errichtet auf den Fundamenten zweier römischer Tempel (Neptun und Saturn)
- Kirche Saint-Ennemond aus dem 12. Jahrhundert in Chambalud
- Reste der Burg und Domäne Thivolley aus dem Hochmittelalter
- Kommanderie La Chal des Johanniterordens, vormals Burg des Tempelritterordens
- Schloss Porte aus dem 17. Jahrhundert